# Vorort
Als Vorort bezeichnet man eine am Stadtrand einer größeren Stadt gelegene Siedlung. Die Bezeichnung wird für eigenständige Ortschaften oder auch für eingemeindete Stadtteile verwendet, die teilweise noch einen erhaltenen Ortskern aufweisen.
Während in Deutschland die Vororte zahlreicher Städte mittlerweile oft eingemeindet und damit zu Stadtteilen geworden sind, sind Vororte in vielen anderen Ländern oft nach wie vor selbständig. Eingemeindete Vororte haben gegenüber innerstädtischen Ortsteilen oft Ortsbürgermeister.

## Beispiel Fulda
Die Kernstadt von Fulda ist in elf innerstädtische Viertel (zum Beispiel Aschenberg (Fulda)) und 24 Stadtteile (eingemeindete Vororte) unterteilt. Mit den Nachbargemeinden (selbständige Vororte) bildet Fulda eine Agglomeration.

## Beispiel Wien

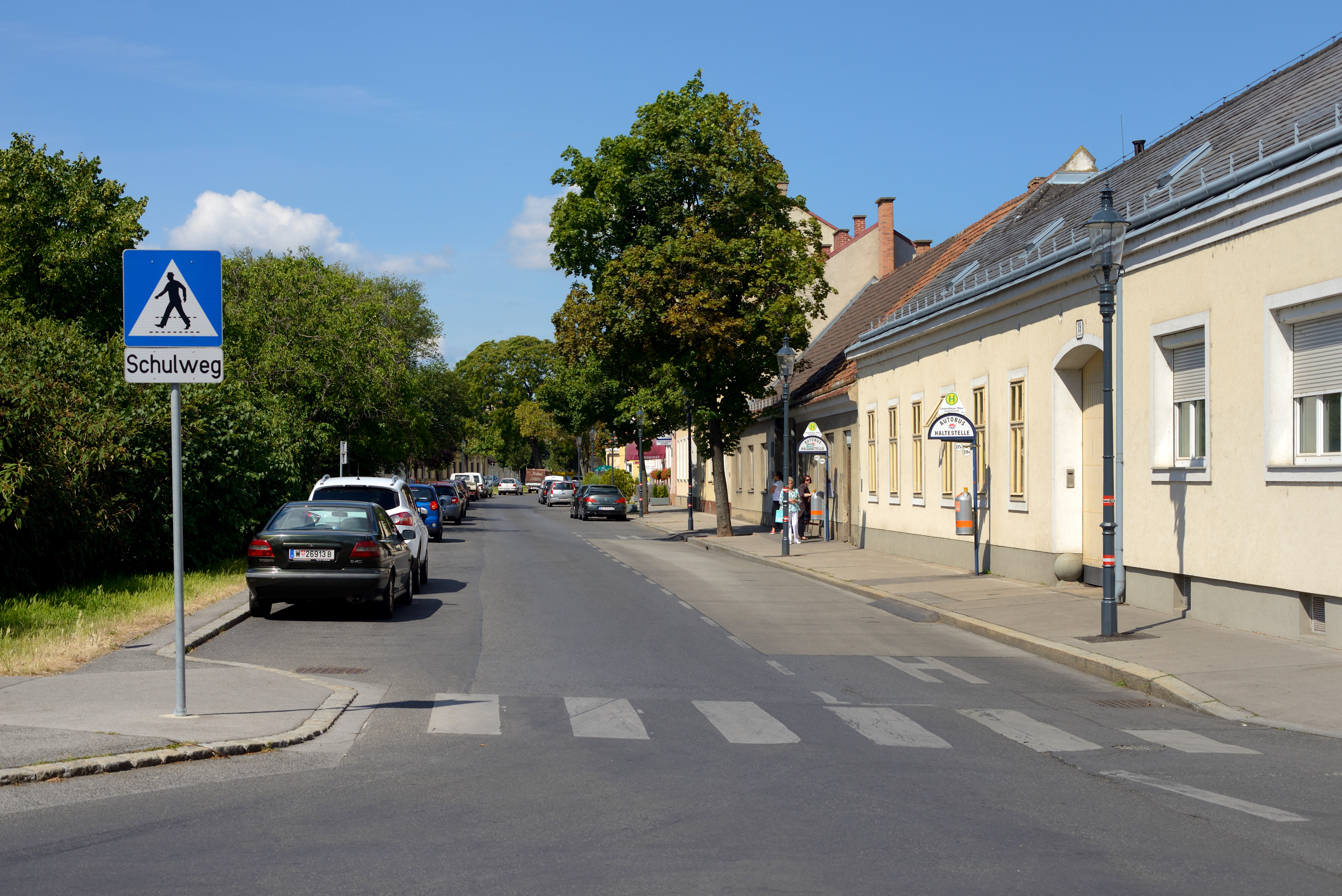
Der Leopoldauer Platz in Wien (Leopoldau), ein erhaltener Ortskern mit ehemaligem Dorfanger, nicht weit davon entfernt befinden sich Großwohnsiedlungen wie etwa die Großfeldsiedlung.

In Wien wurden die 1892 eingemeindeten Orte als Vororte bezeichnet, da sie im Gegensatz zu den 1850 eingemeindeten Vorstädten keine oder nur rezent entstandene städtische Strukturen hatten. Heutzutage sind die Ortskerne typischerweise zu einem großen Teil erhalten, außerhalb davon sind aber Großwohnsiedlungen oder Zonen mit Einfamilienhäusern üblicher.